# Центр для Польщі
Центр для Польщі ( пол. Centrum dla Polski ) - польська правоцентристська політична партія. З самого моменту заснування входить до складу Польської коаліції .

## Історія
Про заснування партії 2 травня 2022 року заявили консервативно налаштовані депутати Сейму, обраними від Громадянської платформи. Під час конгресу Польської коаліції, що проходить у Рабштинському замку .  
11 жовтня 2022 року партію було офіційно зареєстровано. 
11 березня 2023 року відбувся перший з'їзд партії, на якому Іренеуш Рась був обраний головою, а колишній міністр культури Польщі Казімєж Міхал Уяздовський головою політради партії.  Почесними гостями з'їзду стали Владислав Косиняк-Камиш – лідер Польської народної партії, Ельжбета Бінчицька – лідер Унії європейських демократів та колишній Президент Польщі Броніслав Коморовський . 

## Ідеологія
Партія ще не представила повного ідеологічного маніфесту; однак журналісти описували її як партію, створену Польською коаліцією для залучення молодих, консервативних і патріотичних виборців, незадоволених політикою тодішнього уряду. На установчому з’їзді були присутні польські політики, в тому числі Александер Холл і колишній президент Броніслав Коморовський. 

## Структура
Лідер:
- Ireneusz Raś

Заступники керівників:
- Hubert Cichocki
- Radosław Lubczyk

Секретар:
- Michał Kwiecien

Скарбник:
- Piotr Kulerski

Голова Національної ради:
- Kazimierz Michał Ujazdowski

Прес-секретар:
- Jan Popławski